# Hochschule für Technik Stuttgart
Die Hochschule für Technik Stuttgart ist eine der Hochschulen für Angewandte Wissenschaften in Baden-Württemberg. Sie ist Gründungsmitglied im 2022 errichteten Promotionsverband der Hochschulen für angewandte Wissenschaften Baden-Württemberg. Der Campus der Hochschule liegt in der Innenstadt von Stuttgart.

## Geschichte

### Von der Winterschule zur Staatsbauschule Stuttgart

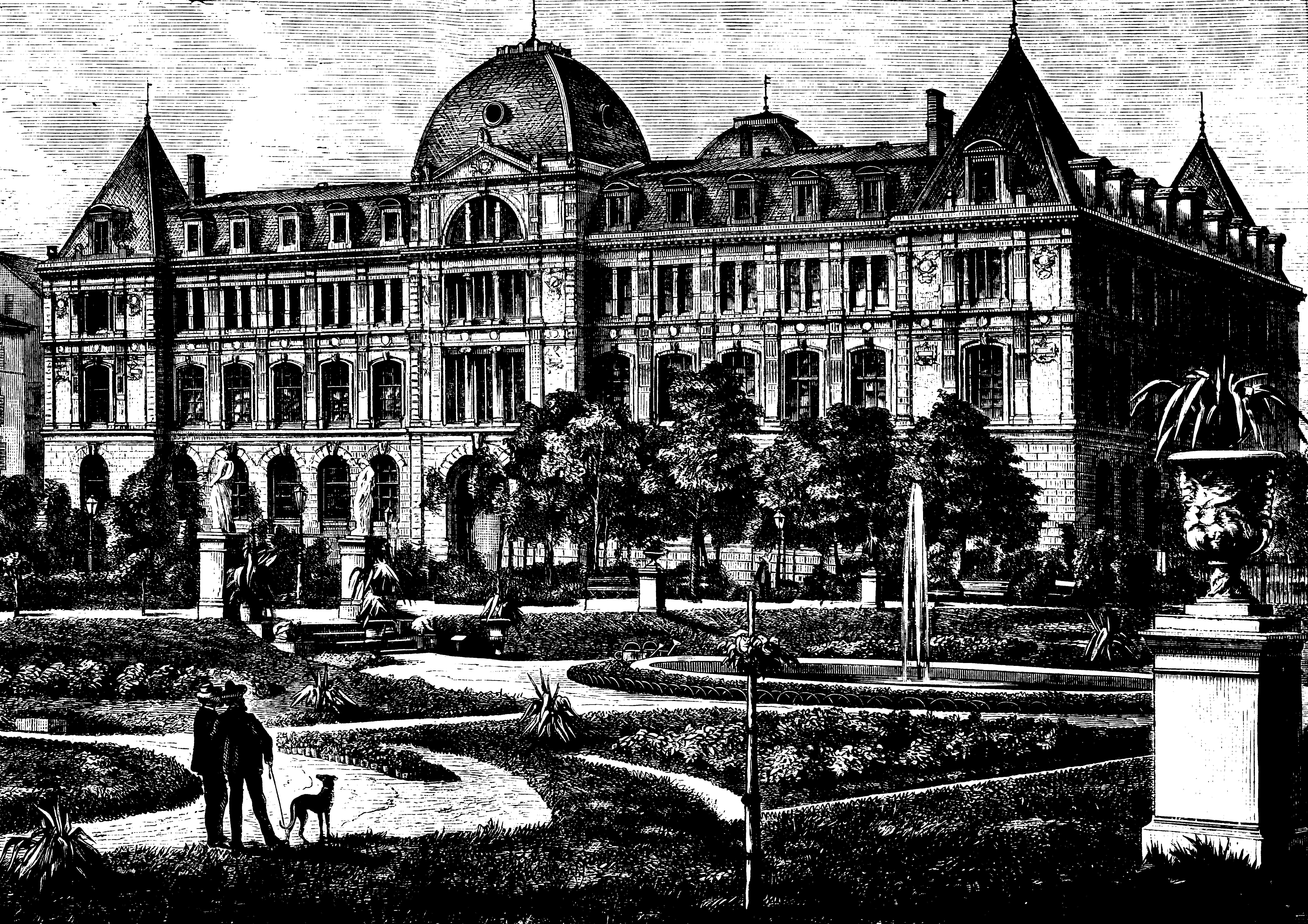
Historischer Egle-Bau

Die Hochschule für Technik Stuttgart wurde 1832 als Winterschule für Bauhandwerker (Baugewerkschule) gegründet. Die Schule sollte es Bauhandwerkern ermöglichen, im Sommer der praktischen Ausübung ihres Handwerks nachzukommen und sich im Winter, während die Bautätigkeit ruhte, weiterzubilden. Bis 1840 war die Winterschule mit der Sonntagsgewerbeschule vereint und im Kavaliersbau in der unteren Königstraße untergebracht. 1845 wurde die Einrichtung in Winterbaugewerkeschule umbenannt. Anfangs führte die Schule 107 Studenten. 1858 waren 251 Studenten immatrikuliert und 1862 weit über 500 Studenten. Im Jahr 1865 wurde eine Geometerschule eingerichtet. Die Schule erhielt das Vorschlagsrecht für die Berufung von Hauptlehrern als Professoren, die vom König ernannt wurden. Wenig später, 1868, kam eine Fachschule für Maschinenbauer hinzu. 1869 wurde die Institution abermals umbenannt in Königliche Württembergische Baugewerkeschule. Der historische Egle-Bau (heutiger Bau 1 der Hochschule für Technik) wurde 1873 fertiggestellt; sein Architekt war Joseph von Egle. Zwischen 1912 und 1914 wurde aufgrund von Kapazitätsengpässen die Fachschule für Maschinenbauer ausgelagert. Mit über 923 Studierenden war die Königlich Württembergische Baugewerkschule Stuttgart die größte von 67 Baugewerkschulen in Deutschland. 1938 wurde die Bildungseinrichtung erneut umbenannt in Staatsbauschule Stuttgart.

### Zweiter Weltkrieg und Nachkriegszeit

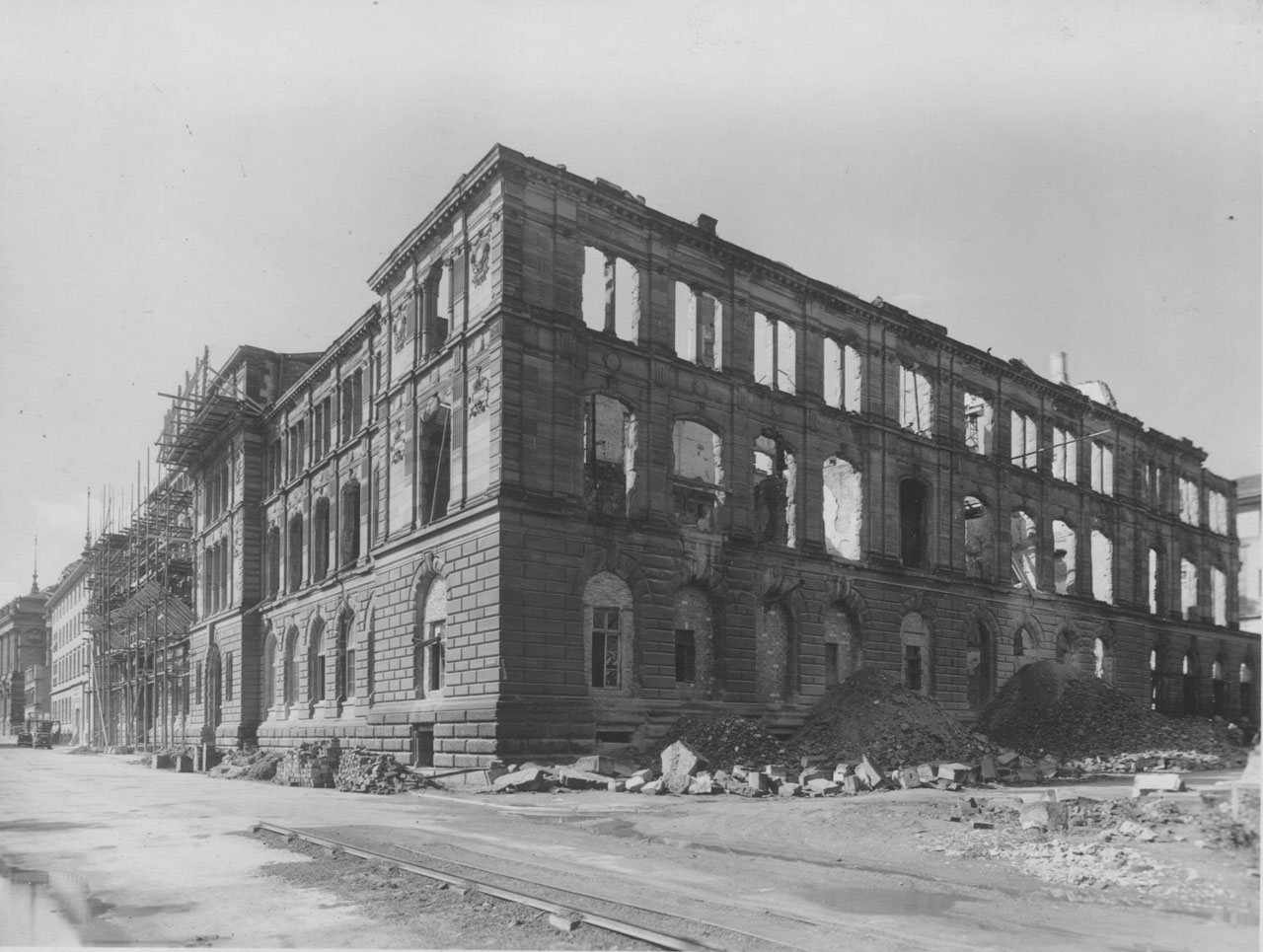
Zerstörtes Schulgebäude

1944 wurde das Schulgebäude im Zweiten Weltkrieg zerstört. Der Unterricht wurde in behelfsmäßiger Unterbringung in verschiedenen Gebäuden der Stadt fortgesetzt. 1947 wurde die stark zerstörte Schule wieder aufgebaut. 1951 wurde der Verein Freunde der Staatsbauschule e. V. ins Leben gerufen, um die Hochschule zu unterstützen. Dieser Verein existiert heute noch unter dem Namen Freunde der Hochschule für Technik Stuttgart e. V. Im Jahr 1964 wurde die Schule in Staatliche Ingenieurschule für Bauwesen – Staatsbauschule Stuttgart umbenannt. Im Zuge der Entwicklungen in der Ingenieurausbildung wurde die Schule 1971 in Fachhochschule für Technik umbenannt. Seither gehört die Schule zum tertiären Bildungsbereich und ist als Körperschaft des öffentlichen Rechts den Universitäten gleichgestellt.

### Von der Fachhochschule zur Hochschule für Technik

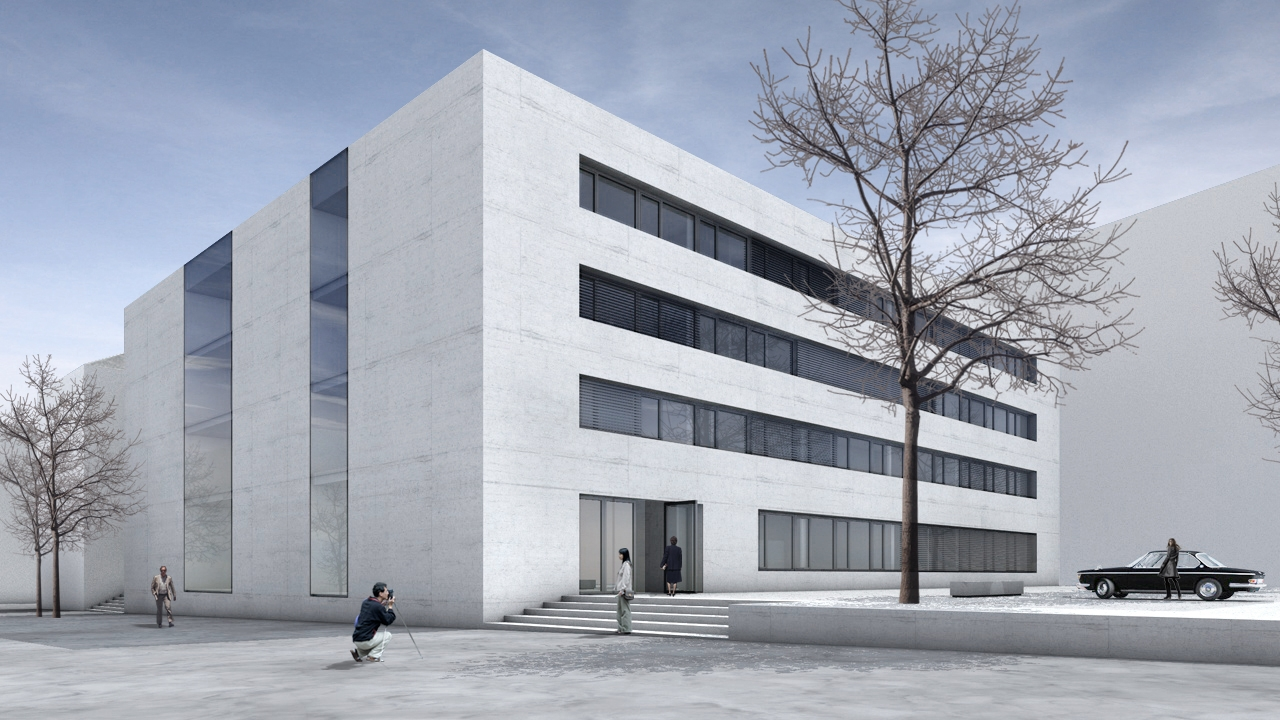
Visualisierung des Erweiterungsbaus (Bau 8) der Fakultät Architektur und Gestaltung

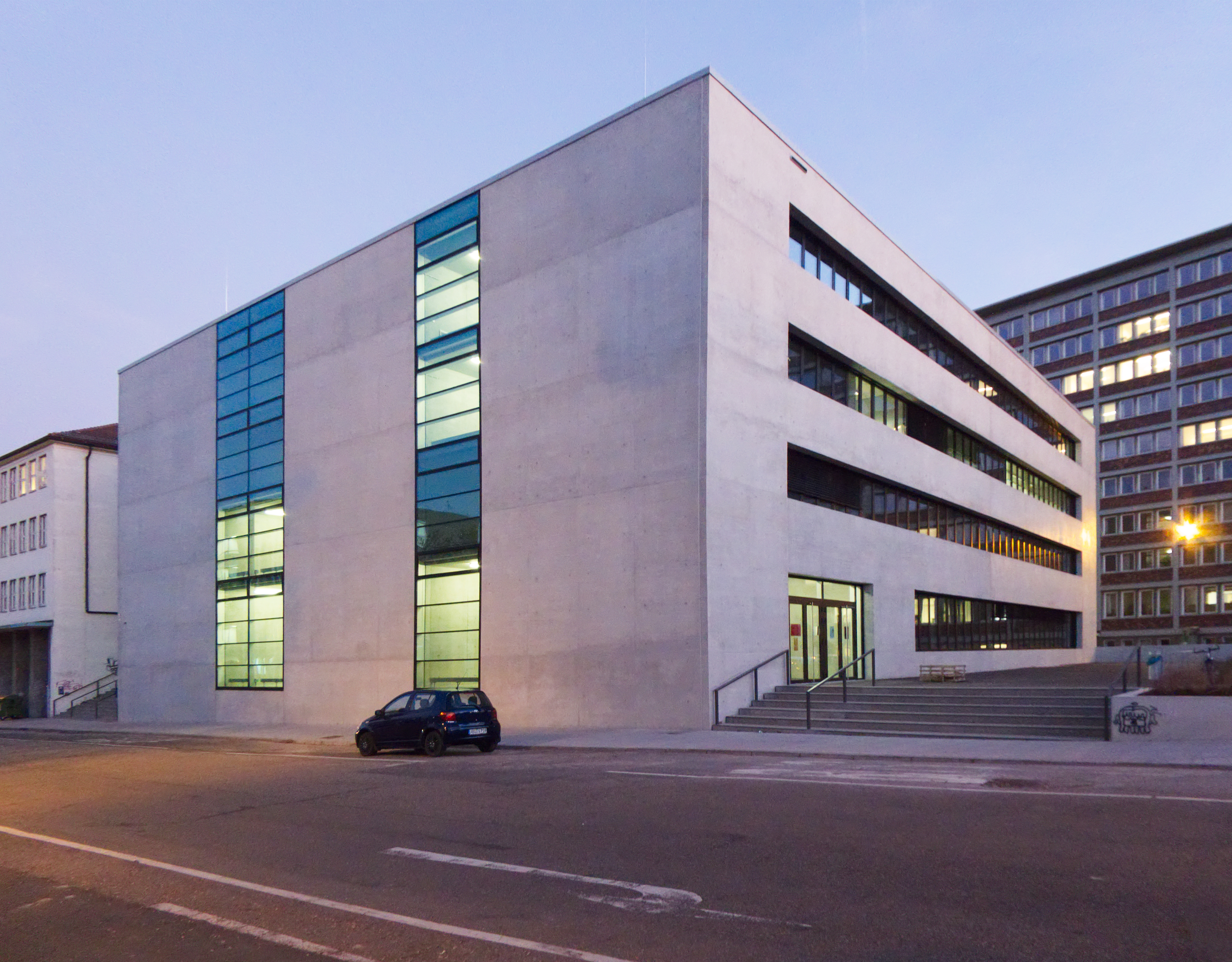
Der fertiggestellte Bau 8 (Dezember 2016)

Im Jahr 1971 wurden die Fakultäten Architektur, Bauingenieurwesen, Mathematik, Vermessung und Grundlagen eingerichtet. Da der Egle-Bau 1870 für nur 450 Studierende konzipiert wurde und inzwischen über 1200 Studenten immatrikuliert waren, wurden benachbarte Gebäude der Landessparkasse, im Landesgewerbeamt, im Boschgelände und im Amerikahaus angemietet. 1974 wurde das Gebäude der Landessparkasse (heutiger Bau 2) zum Teil übernommen. 1976 wurde ein Rechenzentrum im Bau 2 installiert. So wurden die Immatrikulationslisten sowie die gesamte Zeugnisdokumentation auf EDV umgestellt. 1978 wurden erstmals die Studiengänge Innenarchitektur und Bauphysik angeboten.
Inzwischen war die Studierendenzahl auf 1700 angewachsen. 1979 wurden der Fachhochschule für Technik die beiden oberen Geschosse des Gebäudes K2 der Universität zugewiesen. Dort wurde das Internationale Fortbildungszentrum für Photogrammetrie-Operateure (IPO) eingerichtet mit dem Ziel, Operateure fortzubilden. 1982 wurden der Bau 2 umgebaut und neue Räumlichkeiten geschaffen. 1988 wurde das Joseph-von-Egle-Institut für Innovation und Transfer (heute Institut für Angewandte Forschung) in den Fachgebieten der Bautechnologie, zur Durchführung von Forschungs- und Abschlussarbeiten, gegründet. 1988 wurde mit den Bauarbeiten für den Fachbereich Architektur, Bau 3, begonnen. Dieser wurde 1992 bezogen. Im Wintersemester 1989/90 wurde in einem Gemeinschaftsprojekt mit den Fachhochschulen Nürtingen, Reutlingen, Esslingen und Stuttgart der Aufbaustudiengang Umweltschutz angeboten. 1990 stieg die Studierendenanzahl erstmals über 2000. Im Rahmen des neuen Fachhochschulgesetzes wurde 1995 die Fachhochschule für Technik in Hochschule für Technik umbenannt. Ebenfalls 1995 wurde der heutige Bau 4 bezogen, in dem seitdem der Fachbereich Bauingenieurwesen sowie der Fachbereich Grundlagen und Bauphysik untergebracht sind.
Im Jahr 1995 wurde in einem Studienprojekt der heutige Block 4 errichtet, ein Pavillon im Hof der Hochschule, der heute als Studententreff fungiert. 2001 wurden die bisherigen fünf Fachbereiche in nur noch drei Bereiche umstrukturiert: Architektur und Gestaltung, Bauingenieurwesen mit Bauphysik und Wirtschaft sowie Vermessung mit Informatik und Mathematik. 2002 wurde das Zentrum für Angewandte Forschung – Nachhaltige Energietechnik als eines von drei Exzellenzzentren in Baden-Württemberg eingerichtet. 2003 wurden zusätzliche Räumlichkeiten in der Breitscheidstraße der Universität Stuttgart für den Studiengang Innenarchitektur angemietet. Der neue Studienbereich Wirtschaft bot zum Wintersemester erstmals den Bachelor-Studiengang Betriebswirtschaft an. 2005 wurde im Rahmen des Bologna-Prozesses auf Bachelor-Master-Studiengänge umgestellt. Anlässlich des neuen Landeshochschulgesetzes wurde der Name Fachhochschule Stuttgart – Hochschule für Technik in Hochschule für Technik Stuttgart geändert. 2009 wurde ein Architekturwettbewerb für den Erweiterungsbau Bau 8 ausgeschrieben. Hierbei wurde der Entwurf des Stuttgarter Büros Berger Röcker Architekten mit einem ersten Preis ausgezeichnet. Baubeginn für den Erweiterungsbau der Hochschule war das Jahr 2012; die Fertigstellung erfolgte im Herbst 2016.

### 2011 bis Heute
Mit den neuen Bachelor-Studiengängen KlimaEngineering, Wirtschaftsingenieurwesen (Bau und Immobilien) und Wirtschaftspsychologie als Bachelor- wie auch als Masterstudiengang, entstanden 2012 im Ausbauprogramm der Hochschule pro Jahr 325 neue Studienanfängerplätze. In der Lautenschlagerstraße wurde ein zusätzlicher Standort angemietet und vom Studienbereich Wirtschaft bezogen.
2021 sind zwei weitere Masterstudiengänge mit den Schwerpunkten Digitalisierung und Prozessmanagement hinzugekommen. Aktuell (Stand: 2024) umfasst das Angebot der Hochschule 14 Bachelor- und 21 Masterstudiengänge.
Im September 2020 hat die Hochschule für Technik Stuttgart einen Struktur- und Entwicklungsplan (StEP) für die Jahre 2023–2027 entwickelt. Im Rahmen dieses Prozesses hat sie sich die Namenszusätze klimakompetent – resilient – vernetzt gegeben.

## Fakultäten und Studiengänge
An der HFT Stuttgart gibt es drei Fakultäten, die folgende Studiengänge anbieten:
- Fakultät Architektur und Gestaltung
  - Architektur (Bachelor und Master)
  - Innenarchitektur (Bachelor)
  - KlimaEngineering (Bachelor)
  - Internationales Projektmanagement (Master)
  - International Master of Interior-Architectural Design (Master)
  - Smart City Solutions (Master)
  - Stadtplanung (Master)
- Fakultät Bauingenieurwesen, Bauphysik und Wirtschaft
  - Bauingenieurwesen (Bachelor)
  - Bauphysik (Bachelor)
  - Bauprozessmanagement (Master)
  - Betriebswirtschaft (Bachelor)
  - Betriebswirtschaftslehre International Business (Bachelor)
  - Wirtschaftsingenieurwesen – Bau und Immobilien (Bachelor)
  - Wirtschaftspsychologie (Bachelor und Master)
  - Wirtschaftspsychologie & Business Transformation (Master)
  - Gebäudephysik (Master)
  - General Management (Master)
  - Geotechnik/Tunnelbau (Master)
  - Infrastrukturmanagement (Bachelor)
  - Konstruktiver Ingenieurbau (Master)
  - Sustainable Energy Competence (Master)
  - Umweltschutz (Master)
  - Umweltorientierte Logistik (Master)
  - Verkehrsinfrastrukturmanagement (Master)
- Fakultät Vermessung, Informatik und Mathematik
  - Augmented Reality / Virtual Reality-Engineering (Bachelor)[5]
  - Angewandte Mathematik und Künstliche Intelligenz (Bachelor)
  - Digitale Prozesse und Technologien (Master)[6]
  - Informatik (Bachelor)
  - Digitalisierung und Informationsmanagement (Bachelor)
  - Mathematik (Master)
  - Mathematik – Studienvariante Mathe² – Work&Study (Bachelor)
  - Photogrammetry and Geoinformatics (Master, in Englisch)
  - Software Technology (Master, in Englisch)
  - Vermessung und Geoinformatik (Bachelor)
  - Vermessung (Master)
  - Wirtschaftsinformatik (Bachelor)

## International
Die HFT Stuttgart unterhält Partnerschaften mit rund 80 Hochschulen im In- und Ausland. Studenten haben die Möglichkeiten an diesen Partnerhochschulen im Ausland zu studieren oder ihr Praxissemester bzw. betreutes praktisches Studienprojekt im Ausland zu absolvieren. Sie haben aber auch die Möglichkeit sich als Freemover an anderen Hochschulen und Universitäten im Ausland zu bewerben. Darüber hinaus kann in einigen Studiengängen ein Doppelabschluss an einer Partnerhochschule im Ausland erworben werden.

## Einrichtungen und Labore

### Zentrum für Bauphysik
Hier werden Schall- wärme- und feuchtigkeitstechnische Eigenschaften von Baustoffen und Bauteilen untersucht und formgerecht analysiert. Die akustischen Prüfeinrichtungen des Zentrums gehören zu den modernsten in Europa.

### Tageslichtsimulator
Im Tageslichtlabor kann der Lichteinfall und Schattenwurf an Gebäudemodellen durch eine künstliche Sonne simuliert werden.

### Öffentliche Baustoffprüfstelle
Die Baustoffprüfstelle ist als Prüf-, Überwachungs- und Zertifizierungsstelle anerkannt.

### Bibliothek

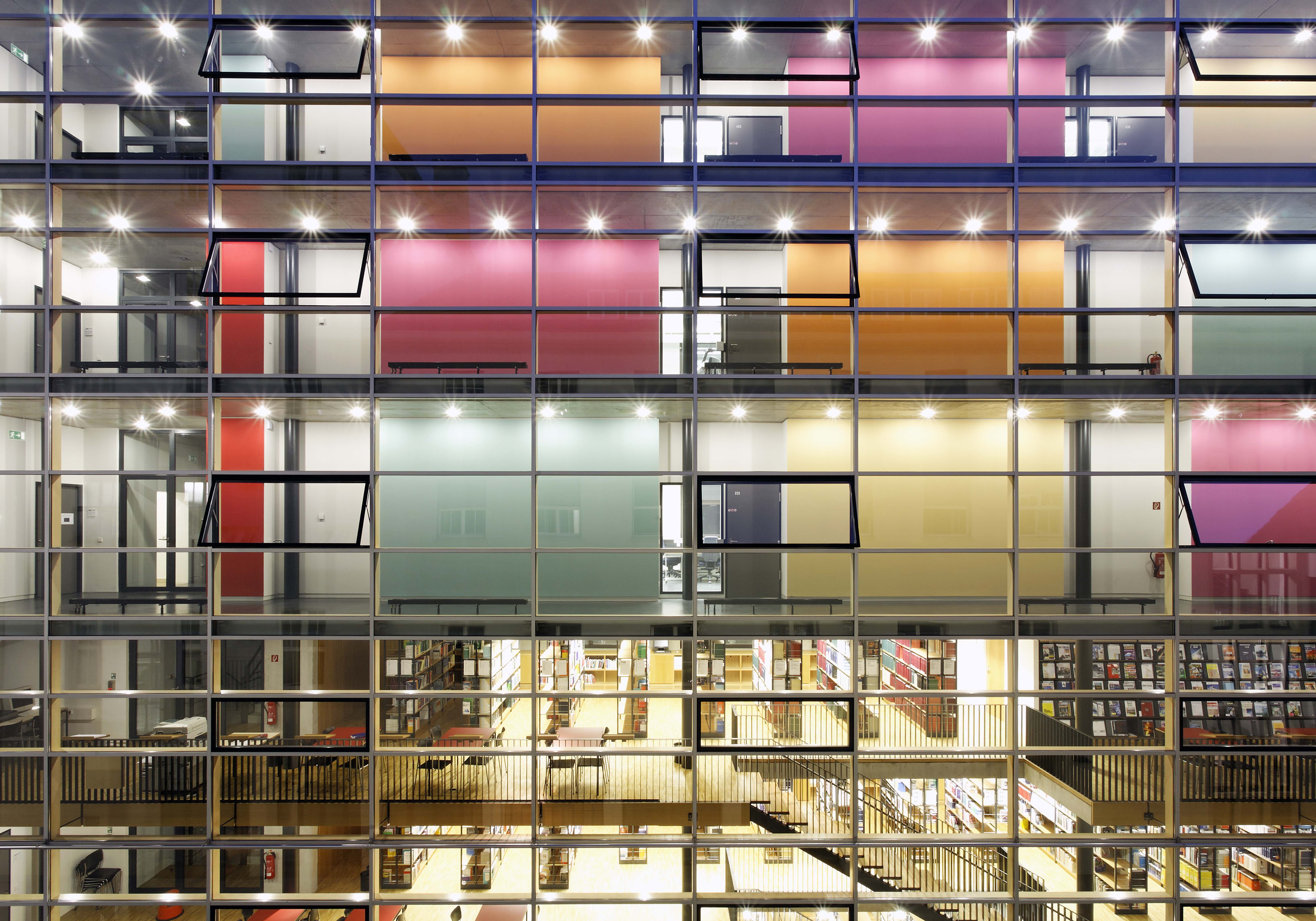
Bibliothek

In der hochschuleigenen Bibliothek stehen über 45.000 Bücher und Zeitschriften sowie elektronische Informationsmittel und Volltexte zur Verfügung.

### Servicezentrum für kompetenzorientiertes und innovatives Lernen und Lehren (SkiLL)
Das SkiLL ist die zentrale Servicestelle für die Themen Lernen, Lehren und interne Weiterbildung an der HFT Stuttgart.

## Forschung
Die HFT Stuttgart forscht hauptsächlich interdisziplinär in zwei Forschungsschwerpunkten: Zukunftsgerechtes Planen, Bauen und Wirtschaften und Smarte Technologien, Prozesse und Methoden.  In dem Forschungsschwerpunkt Zukunftsgerechtes Planen, Bauen und Wirtschaften arbeiten Professoren aus fünf Kompetenzzentren an den Themen Stadtentwicklung, Architektur, Energietechnik, Bauphysik sowie Wirtschaften und Management zusammen. Der Forschungsschwerpunkt Smarte Technologien, Prozesse und Methoden nutzt Digitalisierung, Simulationen und Künstliche Intelligenz, um vernetzte, lebenswerte und resiliente Lebens- und Arbeitsräume für die Zukunft zu gestalten.
Im Institut für Angewandte Forschung (IAF) werden die Forschungsaktivitäten gebündelt, wobei das IAF in neun Kompetenzzentren gegliedert ist: (1) Zentrum für akustische und thermische Bauphysik, (2) Zentrum für Integrale Architektur, (3) Zentrum für Nachhaltige Energietechnik, (4) Zentrum für Nachhaltige Stadtentwicklung, (5) Zentrum für Nachhaltiges Wirtschaften und Management, (6) Zentrum für Digitalisierung in Forschung, Lehre und Wirtschaft, (7) Zentrum für Geodäsie und Geoinformatik, (8) Zentrum für industrielle Anwendungen der Informatik und Mathematik, (9) Zentrum für Mobilität und Verkehr.
Die Forschung an der HFT Stuttgart lässt sich den Themen Smart Cities und Digitalisierung / Industrie 4.0 zuordnen, zu denen auch teils internationale Verbundprojekte durchgeführt und koordiniert werden.